# Coccophagus multisetae
Coccophagus multisetae är en stekelart som beskrevs av Girault 1931. Coccophagus multisetae ingår i släktet Coccophagus och familjen växtlussteklar. Inga underarter finns listade i Catalogue of Life.